# Riccia warnstorfii
Riccia warnstorfii là một loài rêu trong họ Ricciaceae. Loài này được Limpr. mô tả khoa học đầu tiên năm 1899.

## Hình ảnh

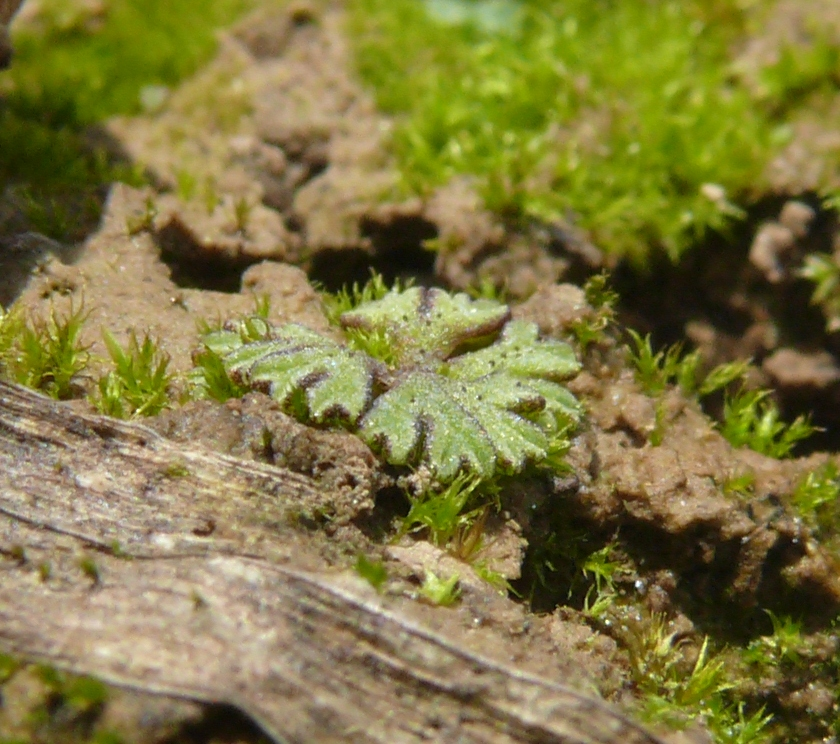
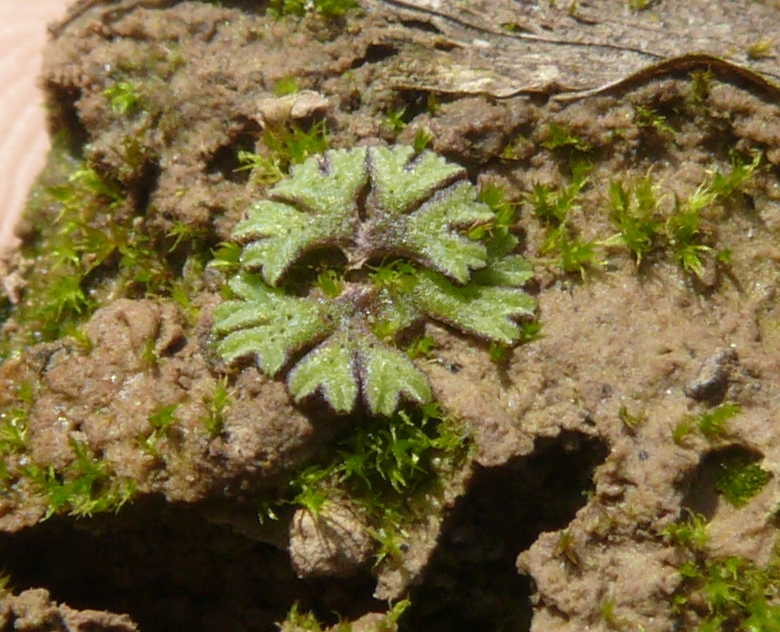
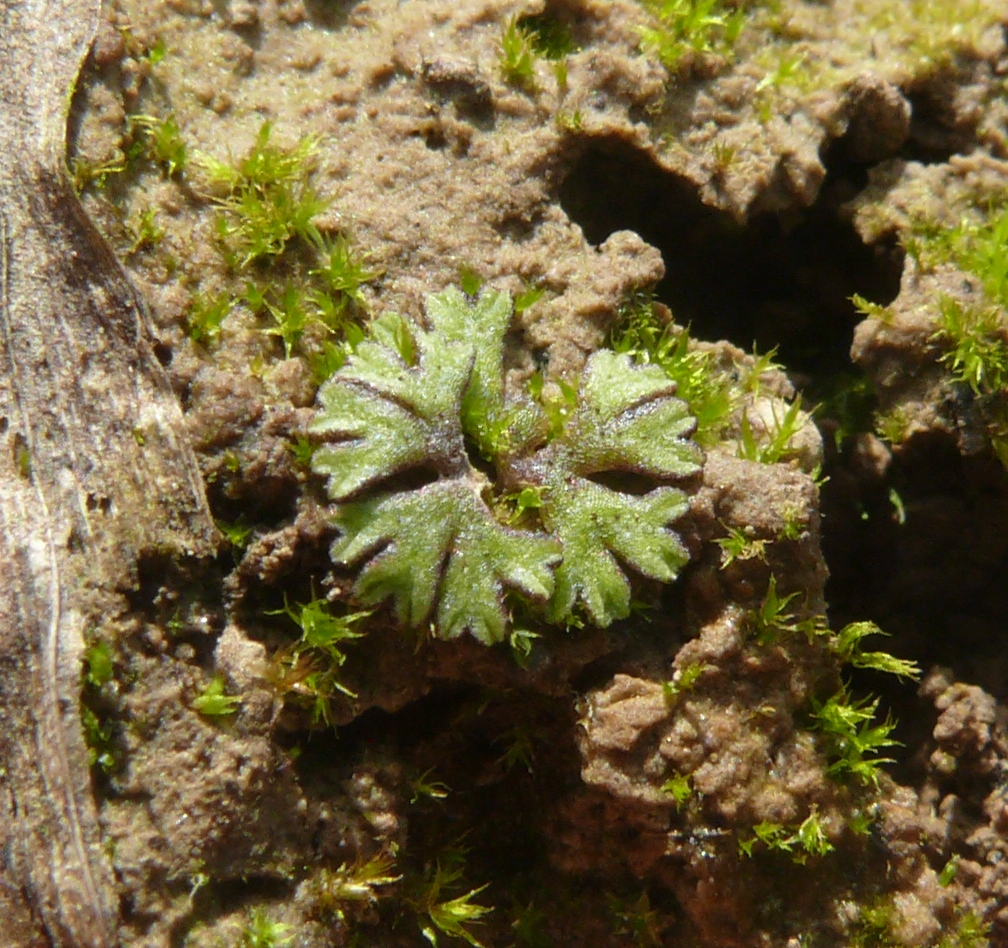